# 2020年貝魯特爆炸事故
2020年貝魯特爆炸事故（阿拉伯語：انفجار مرفأ بيروت 2020）發生在2020年8月4日下午6時（格林威治标准時間2020年8月4日15:00）左右在黎巴嫩首都贝鲁特貝魯特港，造成重大人员伤亡和财产损失。这场事故导致至少220人死亡，超過7,000人受傷和60人失踪，並且導致30萬人無家可歸（距爆炸原點半徑3公里內共77萬居民）。黎巴嫩公共保安部称爆炸與2014年開始存放於港內的2,700噸硝酸铵有關。事故爆炸当量大約在300至1,000噸的TNT之間。

## 背景
黎巴嫩经济常年处于危机状态，政府一直拖欠债务，黎巴嫩镑暴跌，贫困率升至50%以上。
贝鲁特港是黎巴嫩的海上交通要道、稀缺商品进口的重要基础设施。港口由黎巴嫩政府持有，有4座港池、16处码头和12间仓库。还有一个可储备黎巴嫩85%战略用小麦的仓库，经济部长拉乌尔·纳姆称该仓库被炸毁时仅存有1.5万吨小麦，这比当地官员所聲称，库存达12万吨的容量少很多。贝鲁特海军基地也位于港口。

### 沒收化學品
| 1 | 爆炸發生在圖中穀倉塔之後。 |

| 1 | 爆炸發生在圖中穀倉塔之後。 |

2013年9月27日，悬挂摩尔多瓦国旗船籍俄罗斯的货运摩托船“罗瑟斯号”搭载一家葡萄牙公司所購買的2,750吨硝酸铵，从黑海沿岸的格鲁吉亚巴统出发，前往東非國家莫桑比克的目的地贝拉送貨。向東南往非洲的航行过程中，“罗瑟斯号”突遇引擎故障，被迫停靠贝鲁特港。经港口国监督检查后，认为“罗瑟斯号”不适合航行。“罗瑟斯号”原船長普羅科舍夫（Boris Prokoshev）憶述，船东還试图在当地加载几台重型机械以赚取额外的费用。但船组人员认为货物太过沉重，拒绝承接。由于没有錢支付港口费，“罗瑟斯号”被禁止离港。船上有8名乌克兰人和1名俄国人，后来在乌克兰领事的协助下，先行將5名乌克兰人遣返回国，滯留下的4人則看管船只。
但后来船东破产，承租人对船运不再感兴趣，船东于是将货船废弃。船上的粮食迅速耗尽，船员们却因移民限制仍无法下船。债权人另外还获得了三份针对货船的扣留手令。律师出于同情，认为仍留在船上的货物會對他們构成危险，就遣返這幾名歐洲籍船员要求提出申訴。船員被困船上11个月后，贝鲁特的紧急事务法官允许他們返回家园。危险货物于2014年带上岸，接下来的6年间一直放在港口的12号机库中，没有采取安全措施。
爆炸發生後網上流傳相信是12號倉庫此前的照片，顯示裝有硝酸銨的袋上印有「NITROPILL HD」標誌。新聞調查網站Bellingcat指出，澳洲企業Orica生產的一款礦山爆破用硝酸銨炸藥，便命名為「NITROPIL」，比「NITROPILL HD」少一個L，後者相信是由一家巴西公司生產的冒牌貨。
多位海关官員致信法官，要求解决扣押货物並提出三個建議，即将貨物出口，交付予黎巴嫩陆军，或是卖给私营的黎巴嫩炸药公司（Lebanese Explosives Company）。此后官员多次写信，其中2016年的信称法官没有回复之前的请求，考虑到“这些储存在机库的货物在不适当的气候条件下非常危险”，“乞求”尽快解决。其中一名曾在2013年提出风险警告的黎巴嫩海关药物管制处处长优素福·斯卡夫（Joseph Skaf）上校于2017年神秘死亡，他的两份尸检报告相互矛盾，死因尚未正式确定。

## 爆炸
第一次爆炸的規模較小，僅在廠區範圍內，爆炸時可見類似烟火的閃光，現場升起了灰色的烟雾，随后是许多被描述为类似烟花的小型爆炸。
第二次更猛烈的爆炸发生在當地時間18:08左右，爆炸波及貝魯特城市中心，空气中弥漫着红色的尘埃烟雾和蘑菇云。此次爆炸於以色列北部及賽普勒斯皆有震感，離事發地點遠達240 km（149 mi）。由於第一次爆炸後許多民眾已經以手機拍攝，遂紀錄到第二次大爆炸，衝擊波形成了圓拱型的凝結雲，而爆炸畫面也迅速透過社群網站散佈至全球。据目击者说，10 km（6 mi）外的房屋被炸毁。而据贝鲁特省省長马尔万·阿布德说，在此之前发生了一场火灾。
美国地质调查局和欧洲与地中海地震中心均测定，这次爆炸相当于ML 3.3的地震。但美国地质调查局强调，其测定的震级不能直接与类似规模的天然地震直接做比较，因为爆炸发生在地震波生成效率不高的地表处。谢菲尔德大学的专家估计此次爆炸是历史上影响最大的非核爆炸，事故起因类似于2015年中国天津和1947年德克萨斯城的硝酸铵爆炸事故。主要的大火于第二天扑灭。
俄羅斯军事专家維克托·穆拉霍夫斯基（Viktor Murakhovsky）在接受《共青团真理报》采访时称，大部分硝酸铵可能已经被偷走，如果爆炸的硝酸铵数量真的达到了2,750吨，那么整个贝鲁特“会从地图上消失”。

### 起因
爆炸的起因未能即時判斷，黎巴嫩媒体起初报道指烟火儲存仓发生爆炸；有部分其他报道則稱該處為石油或化學品儲存设施。港口內有倉庫儲存化學品與爆炸品，當中包括硝酸盐（一種常見的肥料及炸藥原料）。黎巴嫩公共保安部長指爆炸由沒收的硝酸铵引起。
美国总统唐納·川普宣称爆炸不是因为某种意外，而是炸弹袭击，但隨後美國國防部稱「截至目前尚未取得任何線索顯示，這是一起『攻擊事件』」。
黎巴嫩国际广播公司报道指，出席国防委员会高级简报会的人士说，大火是由在仓库焊接门的工人点燃的。一名前港口工人表示，12号仓库内有30至40个尼龙袋装满了烟花。
“炸彈先生”达尼洛·科佩是意大利领先的爆破专家之一。他说，现场影片显示，爆炸时产生的蘑菇云是橙色的，如果只是储存在港口的2,750吨硝酸铵爆炸，蘑菇云颜色将会是黄色。他说：“应该有一个催化剂，否则不会全部一起爆炸。第二次爆炸时可以清楚地看到鲜红色的云，这是金属锂爆炸的典型特点，金属锂是军用导弹的推进剂，因此我认为仓库里還有军备物资。”
此前，美国中央情报局（CIA）的一名前特工贝尔也猜测，爆炸如此强烈，发生爆炸的可能不只是硝酸铵。此人曾在黎巴嫩工作多年，他在看过爆炸影片后推测称，第一次爆炸可能是硝酸铵导致的，但第二次爆炸明显是一次“军事爆炸”，“你看到那个橘黄色的火球了吗，这明显是军事爆炸，我很肯定那不是硝酸铵”。他还推测称发生爆炸的可能是一处军火库，但尚不明确其具体所属。

## 傷亡
爆炸後，至少證實220人死亡，超過7,000人受傷，60人失蹤。贝鲁特省长马尔万·阿布德到達現場尋找爆炸前正在滅火的消防員。黎巴嫩长枪党秘書長纳扎尔·纳贾里安在事件中傷重不治，黎巴嫩國家電力公司董事長卡迈勒·哈耶克（كمال حايك）則為危殆。
| 2020年貝魯特爆炸事故傷亡者國籍 | 2020年貝魯特爆炸事故傷亡者國籍 | 2020年貝魯特爆炸事故傷亡者國籍 | 2020年貝魯特爆炸事故傷亡者國籍                                                            |
| 國籍或 國際組織                | 人數                           | 人數                           | 備註                                                                                      |
| 國籍或 國際組織                | 死亡+失踪                      | 受傷                           | 備註                                                                                      |
| ------------------------------ | ------------------------------ | ------------------------------ | ----------------------------------------------------------------------------------------- |
| 叙利亚                         | 43                             |                                |                                                                                           |
| 不详                           | 17                             |                                |                                                                                           |
| 黎巴嫩                         | 11                             |                                | 黎巴嫩长枪党秘書長纳扎尔·纳贾里安、10名消防員                                             |
| 亞美尼亞                       | 5                              |                                |                                                                                           |
|                                | 4                              | 21                             | 其中兩名死者為清潔工人；21名傷者為聯合國駐黎巴嫩臨時部隊 現有16萬孟加拉人在黎巴嫩         |
| 菲律賓                         | 4+1                            | 31                             | 東方女王號原先共12名海員失踪，現在仍有1人下落不明                                         |
| 比利时                         | 2                              | 4                              | 傷者為兩名比利時駐黎巴嫩大使館職員及其家屬                                                |
| 法國                           | 1                              | 40+                            | 死者为建筑设计师让-马克·邦菲斯                                                            |
| 荷蘭                           | 1                              | 5                              | 死者为大使夫人                                                                            |
|                                | 1                              |                                | 遊客                                                                                      |
| 埃及                           | 1                              |                                |                                                                                           |
| 德国                           | 1                              |                                | 领事官员                                                                                  |
| 美国                           | 1                              |                                |                                                                                           |
| 联合国                         |                                | 75                             | 含職員的27人家眷                                                                          |
| 土耳其                         |                                | 6                              |                                                                                           |
| 希腊                           |                                | 5                              | 兩人重傷                                                                                  |
| 阿尔及利亚                     |                                | 2                              |                                                                                           |
| 约旦                           |                                | 2                              |                                                                                           |
| 斯里蘭卡                       |                                | 2                              | 現有2萬5千名斯里蘭卡人在黎巴嫩                                                            |
| 中华人民共和国                 |                                | 1                              | 黎巴嫩中资企业员工                                                                        |
| 芬兰                           |                                | 1                              |                                                                                           |
| 希腊                           |                                | 1                              |                                                                                           |
| 印度尼西亞                     |                                | 1                              | 現有1,477人在黎巴嫩，1,234人執行維安行動及其餘213人為印尼駐黎巴嫩大使館職員、家眷及留學生 |
| 義大利                         |                                | 1                              |                                                                                           |
|                                |                                | 1                              | 哈薩克駐黎巴嫩大使                                                                        |
| 摩洛哥                         |                                | 1                              | 聯合國職員                                                                                |
| 俄羅斯                         |                                | 1                              | 俄羅斯駐黎巴嫩大使館職員                                                                  |
| 乌克兰                         |                                | 1                              | 此前有4千名烏克蘭人在黎巴嫩，部分因2019冠状病毒病返國                                     |
| 越南                           |                                | 1                              | 現有50名越南人在黎巴嫩，主要分佈於家政與餐飲業                                            |
| 合計                           | 220 +60                        | 7,000+                         |                                                                                           |

## 破壞

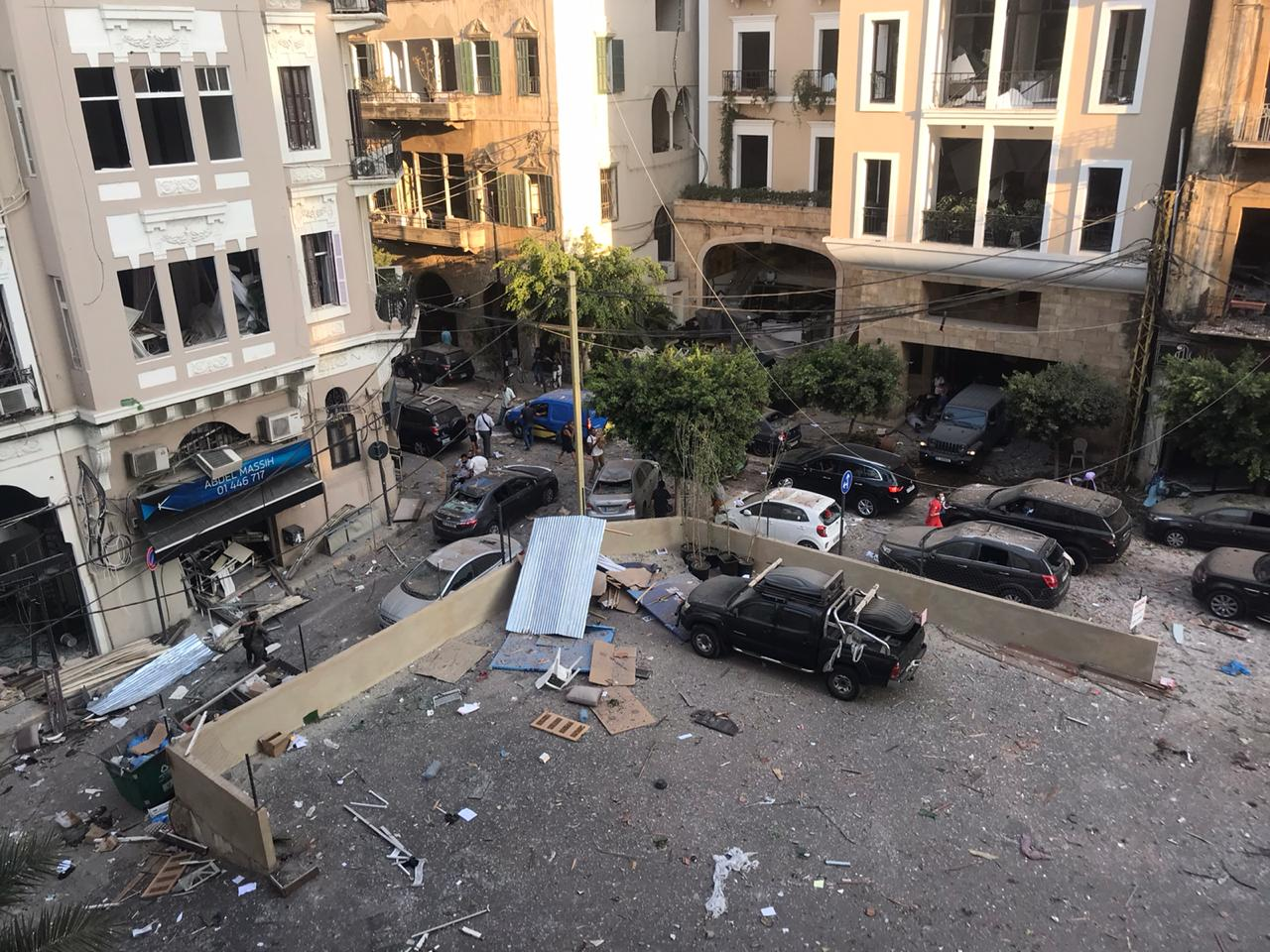
貝魯特市區在爆炸發生後的景象

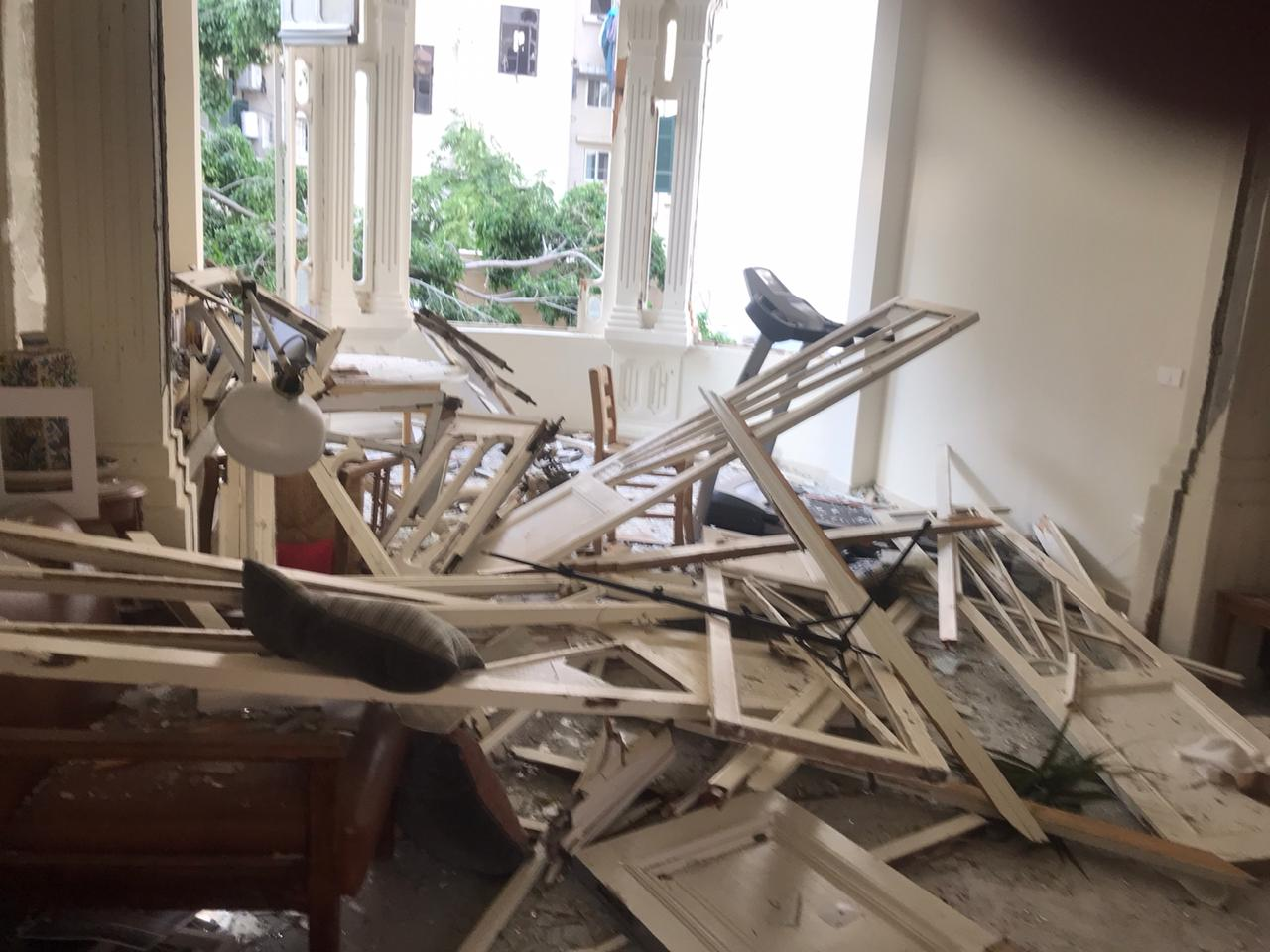
一名美國之音記者位於貝魯特寓所在爆炸後的情況

从现场拍摄的影片中可見有汽車和建築物的覆面被掀起，目擊者称10公里外的住宅亦受到破壞，爆炸使多達30萬人流離失所，直升机向起火建筑播散水弹。黎巴嫩政府称城市內第二大穀倉塔遭摧毀，使因2019冠狀病毒病疫情而發生的糧食短缺更為惡化。黎巴嫩政府已部署直升机以撲滅爆炸引發的火災。
贝鲁特的三所医院完全被毁，另有两所受损。由于医院被毁，数十名被送往临近医院的伤者无法入院。离事发现场不到1 km（0.62 mi）的圣乔治医科大学医疗中心的病人由于医院被毁，在大街上接受治疗，首都的醫療資源和人力嚴重不足。
黎巴嫩报纸《每日星报》的总部遭到严重破坏，部分屋顶被掀翻，窗户被吹起，家具被损坏。几十公里外都能听到和感觉到爆炸声——爆炸的冲击波一直延伸到200 km（124 mi）多外的塞浦路斯。
首都贝鲁特共有72国大使馆。贝鲁特城内外多座大使馆建筑遭受不同程度的损毁。靠近爆炸地点的澳大利亚和芬兰大使馆严重受损，而离现场7.3（5英里）的韩国大使馆受损轻微，两扇窗户破损。另外，哈萨克、俄罗斯、罗马尼亚和土耳其大使馆轻微受损。
多位隶属于联合国驻黎巴嫩临时部队的海军维和队员受伤，另有一艘舰船受损。
爆炸发生后港口出现一个直径约140公尺的大坑，對比港口原貌差異很大，附近的市集與寺院均受破壞，也毀掉了一些醫療物資，並導致停泊在港口的一艘郵輪「東方女王號」沉沒，該船在爆炸後受到嚴重損毀，並有2名船員死亡及7名船員受傷，郵輪公司嘗試拯救船隻但不果，最終沉沒。
距离爆炸现场约10公里的贝鲁特-拉菲克·哈里里国际机场受损轻微，门、窗户和天花板被冲击波震碎，电线被切断。尽管受到了破坏，但爆炸发生后航班仍陆续抵达。
由日本逃亡到黎巴嫩，陷入醜聞的法籍前雷諾日產汽車行政總裁卡洛斯·戈恩位處貝魯特的住宅亦受到破壞，他的妻子表明沒有人在爆炸中受傷；日本网友表示可到日本免費吃住，暗諷其2019年12月30日未經審訊即棄保潛逃，戈恩此前稱日本政府將其禁足是對其迫害。
黎巴嫩港口大爆炸后，世界卫生组织（WHO）评估，灾区贝鲁特市内有过半数的医疗设施无法运作，让灾情雪上加霜。

## 救援行动
据黎巴嫩红新月消息，目前北黎巴嫩省、贝卡省及南黎巴嫩省的救护车已全数调往首都贝鲁特参与救援。黎巴嫩政府已部署直升机加入灭火行动，部分受伤人员在被转移至就近医院的途中发现医院受到爆炸冲击而无法收治。聖佐治醫院位於爆炸處2公里之外，因受嚴重破壞只能於街上醫治受傷者。爆炸後，以色列因未與黎巴嫩有外交關係而經第三方轉送醫療物資至黎巴嫩。
贝鲁特市内受爆炸影响较少的旅馆、学校等建筑免费开放给灾民入住，但也有部分身居危楼的居民拒绝迁移，以等待重建。黎巴嫩民众也在网络平台上发起呼吁，为灾民提供房屋和家具，得到了许多响应，一些住户也收容无家可归的灾民。欧盟与国际援助组织也将拨款和救济品直接移交给黎巴嫩红十字会等民间组织，但拒绝经由黎巴嫩政府发放，以免落入腐败者手中。

## 反应

### 國內
爆炸发生后，许多愤怒的黎巴嫩人要求问责和知道真相，说明如何以及为什么将2750吨高爆炸性材料在贝鲁特住宅附近存放了六年以上。8月4日，黎巴嫩总理哈桑·迪亞布在电视直播中承诺，对造成贝鲁特港口大规模爆炸的相关官员将负上责任。
8月5日，黎巴嫩总统米歇尔·奥恩称未能处理硝酸铵是“不可接受的”，并誓言对肇事者进行“最严厉的惩罚”。黎巴嫩召开紧急内阁会议后，決定由军方对软禁从2014年6月到发生爆炸期間负责贝鲁特港口管理的官员和安全部队人員，直到调查委会完成报告为止。由总理哈桑·迪亚卜领导的调查委员会，包括司法部长、内政和国防部长以及黎巴嫩四大安全机构的负责人组成，當中包括陆军、一般安全、内部安全和国家安全部队。该调查委员会的任务是在五天内向内阁报告其调查结果，然后内阁把这些调查结果转交给司法部门，但这项宣布几乎不被黎巴嫩民众看好。
黎巴嫩因经过内战后几年的政治腐败和管理不善的时期，黎巴嫩民众普遍对政府的调查机构缺乏信心。同时，一些执行当局的官员，包括迪亚卜政府的部长和多位政治人物都对黎巴嫩的司法部门和调查委员会有政治人物、内阁官员和安全机构成员参与其中表示质疑。由前总理萨阿德·哈里里领导的未来运动更发表声明，要求与欧盟进行国际调查。
公共工程部长米歇尔·纳贾尔接受半岛电视台采访时表示，他在爆炸发生前11天才发现该材料藏在贝鲁特港口的仓库。但是在7月下旬，由于2019冠状病毒病疫情案件迅速增加，黎巴嫩政府实行了新的封锁政策，导致该港口被封锁，直到8月3日他才与港口总经理哈桑·库雷特姆（Hassan Koraytem）讲话。更表示，他8月5日才获悉，自2014年以来，已至少向贝鲁特紧急事务法官发送了18封信，要求将这些货物处理。但纳贾尔拒绝提供文件，理由是正在继续调查爆炸原因，但他说：“司法部门没有做任何事情。”“这是过失。”，根据黎巴嫩文件显示，黎巴嫩海关在2014年至2017年之间向贝鲁特紧急事务法官发送了六封信，敦促法官通过出口，转售或将其移交给黎巴嫩军队。
黎巴嫩海关总干事巴德里·达希尔（Badri Daher）5日表示，司法部门没有采取行动，并指责该机构和港口当局未能摆脱这些货物。纳贾尔随后回应达希尔的话，他认为应该归咎于司法部门、港口当局以及安全部队。
贝鲁特律师协会的负责人穆勒哈姆·哈拉夫说，官员们正在“先发制人地攻击司法部门并模糊案件焦点”。哈拉夫告诉半岛电视台说，政府对灾难的反应组成一个由政府支持的政客和最终对这些政客做出回应的安全部队领导的委员会无法找到真相。哈拉夫向黎巴嫩总检察长加桑·韦达特（Ghassan Oueidat）递交了请愿书，呼吁寻求当地和国际专家的专业知识，包括工程师、炸药和化学专家，以评估贝鲁特爆炸的原因。
黎巴嫩自然资源匮乏，高度依赖商品进口。贝鲁特港作为黎巴嫩主要港口，预计短期内港口货运将受到影响。当局表示，已准备将港口部分货运暂时分流到北部港口城市的黎波里之的黎波里港。

#### 调查行动
8月5日，黎巴嫩政府召开紧急内阁会议后，决定组成调查委员会，由总理哈桑·迪亚卜领导的政府内阁成员与黎巴嫩四大安全机构负责人组成，宣布将在5日后公布调查结果。截至12月11日，包括黎巴嫩港口总经理哈桑·库雷特姆（Hassan Koraytem）、黎巴嫩海关当局前局长沙菲克·迈尔希（Shafiq Merhi）和现任黎巴嫩海关总署署长巴德里·达希尔（Badri Daher）在内，被起诉的人数增至37人，其中有25人被拘留，有7名官员的银行账户被冻结。但关于爆炸的未解之谜，如谁允许2750吨硝酸铵进入该国？谁安排将危险材料存放在这样一个不安全的仓库中？是什么引发了导致爆炸的大火？以及8月4日在贝鲁特港口发生的确切情况等问题，黎巴嫩的官方调查没有进展。
8月7日，黎巴嫩总统米歇尔·奥恩在电视采访中表示，不排除爆炸是“疏忽大意或外国通过导弹或炸弹干涉”。他要求欧盟提供卫星图片以厘清真相，但拒绝进行国际调查，表示这将「淡化事实」。
8月15日，美国国务院政治事务次长戴维·麦克莱恩·黑尔表示，联邦调查局应黎巴嫩政府邀请，将于周末抵达当地彻查事故原因。
12月10日，负责调查爆炸案的黎巴嫩检察官法迪·萨万向前总理、前公共工程部长加齐·扎伊特和优素福·费尼亚诺斯以及前财政部长阿里·哈桑·哈利勒，以涉嫌玩忽职守的罪名发起诉讼。迪亚卜通过总理办公室发表声明不愿接受萨万的调查，他在一份声明中称对自己被列为调查目标感到惊讶，称其以负责任和透明的方式处理了爆炸问题。声明中也指责法官指控绕过议会，违反宪法。

#### 抗議
8月6日晚间，贝鲁特民众发起反政府示威行动。数十名示威者在议会附近聚集，呼吁政府官员下台。示威活动最终演变成大规模暴力抗议。示威者在8月8日接管了数个黎巴嫩政府办公室，并宣布將外交部办公室定为“革命总部”。一名示威者在扩音器上说：「我们待在这里。我们呼吁黎巴嫩人民占领所有政府部门的办公室。」黎巴嫩警方对此施放大量催泪弹驱赶示威民众，导致一名警员死亡，700多人受伤。
10月4日，黎巴嫩爆炸受害者的亲属聚集在贝鲁特港口遗迹附近释放气球以纪念遇难者。同时受害者亲属也封锁沿海公路和举着遇难者遗照，抗议黎巴嫩的调查行动毫无进展，并敦促黎巴嫩政府尽快兑现其调查爆炸原因的承诺。

#### 辭職
自災難發生以來，陆续有官員和国会议员辭職抗議：
- 部長
  - （8月8日[116]）資訊部長玛纳勒·阿卜杜勒·萨马德（英语：Manal Abdel Samad）[117]
  - （8月9日[116]）环境部长达米亚诺斯·卡塔尔（法语：Damianos Kattar）[118]
  - （8月10日[116]）司法部长玛丽·克洛德·奈季姆（英语：Marie-Claude Najm）[119]
  - （8月10日）财政部长加齐·瓦兹尼（英语：Ghazi Wazni）[116]
- 國會議員
  - 黎巴嫩长枪党党魁萨米·杰马耶勒（英语：Samy Gemayel）宣布，该党麾下三名国会议员宣布辞职。
  - 社會進步黨（英语：Progressive Socialist Party）馬爾萬·哈馬德（英语：Marwan Hamadeh），屬德鲁兹派[120][121]
  - 獨立運動（英语：Independence Movement (Lebanon)）米歇尔·穆阿瓦德（英语：Michel Moawad）
  - 独立议员内马特·弗雷姆（英语：Neemat Frem）
  - 独立议员葆拉·雅各比安（英语：Paula Yacoubian）[120][121][122]
- 大使
  - 駐約旦大使特蕾西·夏蒙（英语：Tracy Chamoun）（黎巴嫩共和国次任總統──卡米勒·夏蒙孫女）[123]

马龙派大牧首貝沙拉·伯多祿·拉伊敦促总理哈桑·迪亞布的内阁因爆炸事件下台，牧首说这次爆炸可以被“描述为反人类罪”，總理答应提前大选，但在各大政党达成共识之前，他会留在政府内。总理宣布总辞，卫生部长加桑·哈斯巴尼透露，内阁经会议后决定总辞，总理将前往总统府面呈总统米歇尔·奥恩转达这项决定，并“递交所有部门首长的辞呈”。

### 后续反应
9月10日，贝鲁特港口一处存放汽油和轮胎的仓库发生大火，再次引起黎巴嫩民众恐慌。虽然大火在隔日成功被扑灭，也没有造成人命伤亡，但是黎巴嫩红十会存放在该处的救济品全部被烧毁。黎巴嫩总统米歇尔·奥恩表示，不排除大火可能是人为破坏，技术失误或疏忽造成，并要求相关单位必须尽快了解原因，并追究肇事者的责任。
2022年7月31日，燃燒多日、曾在爆炸事故中严重受损的一個紧邻爆炸点的大型谷仓坍塌。

### 國際

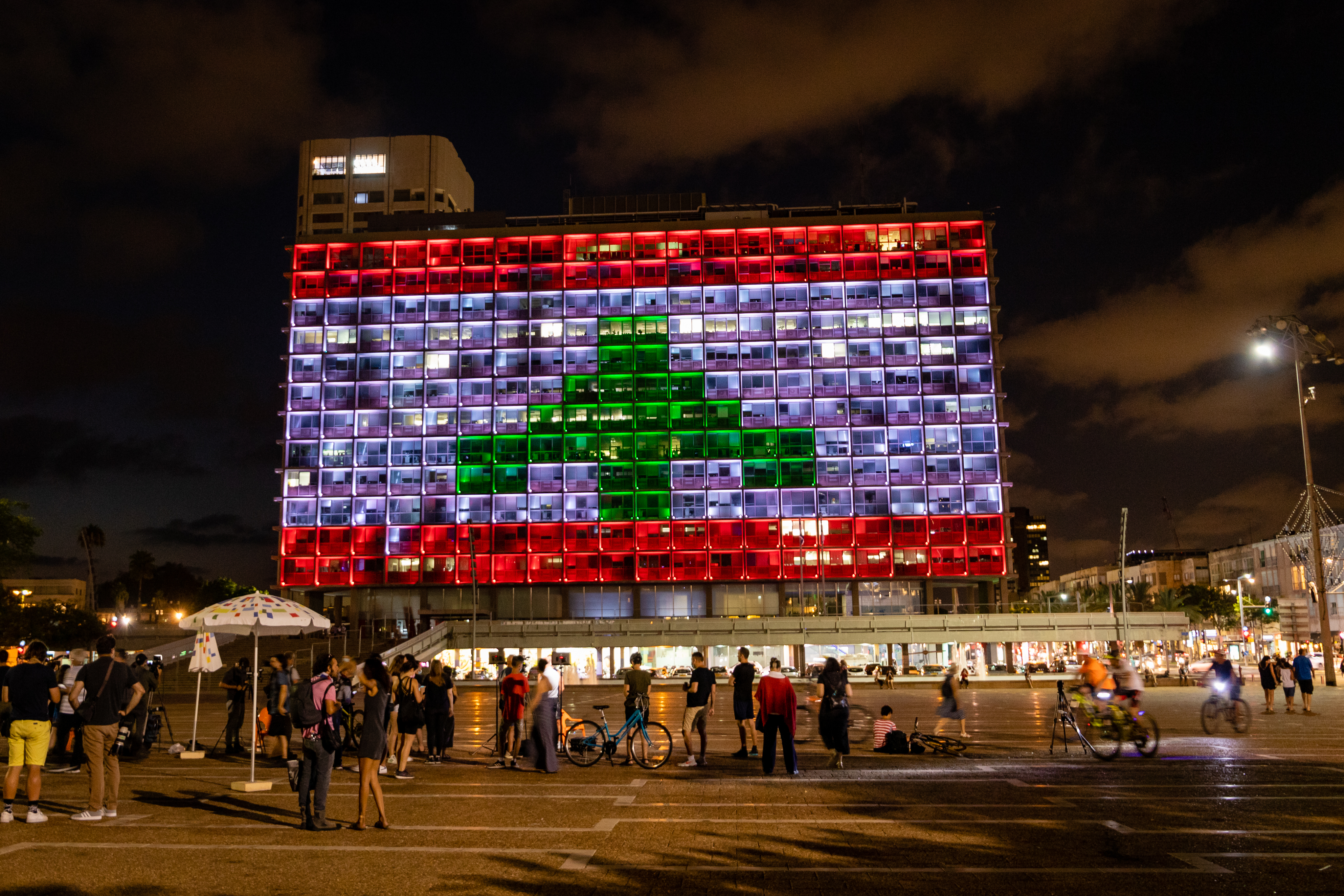
8月5日晚，以色列特拉維夫市政廳的外牆投射出黎巴嫩國旗。

這場爆炸發生後，周边國家約旦、敘利亞及賽普勒斯等也有感覺到這次爆炸所引起的震波。後來，黎巴嫩政府宣佈貝魯特進入緊急狀態，為期兩週。
黎巴嫩总理哈桑·迪亞布將8月5日列为全国哀悼日，並為悲劇遇難者哀悼三天。贝鲁特省长马尔万·阿布德在电视直播中落泪，并称此次爆炸为“国家灾难”。黎巴嫩總統米歇尔·奥恩指政府會為居民提供援助，衞生部會為傷者支付醫療開支。多國皆向黎巴嫩表達同情並提供援助。以色列與真主党皆否認與事件有關。
聯合國與多個國家的領導人就事故向黎巴嫩政府表示慰問，並表示願意為黎巴嫩提供人道援助。以色列通过联合国管道向战争敌国、未建立外交联系的黎巴嫩提供援助。自2006年黎巴嫩战争以来，以黎冲突连年不断，此次爆炸以色列政府和真主党均排除了嫌疑。
多国在地标性建筑打出黎巴嫩国旗颜色，表达团结精神，包括迪拜哈利法塔、德黑兰阿扎迪塔及开罗吉薩金字塔群和特拉维夫市政厅。然而，部分以色列右翼人士批评展示黎巴嫩国旗的行为，指对方仍是“敌国”。
8月6日，法国总统埃马纽埃尔·马克龙到访贝鲁特破碎的街道时，黎巴嫩民众人群拥挤，要求结束他们归咎于腐败并使黎巴嫩陷入灾难的政客的“政权”。愤怒的黎巴嫩人围着马克龙高呼“革命”和“人民希望政权垮台”的言论此起彼落。马克龙向灾民承诺，会提供更多的医疗和其他援助。一名灾民表示：“我们希望这种援助将提供给黎巴嫩人民而不是腐败的领导人。”黎巴嫩司法部长纳吉姆随后到访灾区时，则被民众泼水驱赶，显示部分民众对政府的不信任感。同日，黎巴嫩驻约旦大使特蕾西·夏蒙宣布辞职，以抗议国家的过失，盗窃和说谎。表示再也无法容忍政府的无能。

## 影响

### 损失
爆炸使得黎巴嫩至少损失150亿美元，30万人因房子被摧毀而無家可歸。
贝鲁特城市内大约640座历史建筑在爆炸中受到不同程度损坏，包括罗马时代的城墙、庙宇、澡堂，也有奥斯曼帝国时期的清真寺，有法国托管时期的建筑。贝鲁特国家博物馆的外墙也受损。贝鲁特街头散落着许多传统的历史建筑，其中数百座受损建筑是黎巴嫩国家级历史文物。

### 黎巴嫩政府倒台
8月10日，受到大爆炸引发的示威活动影响，黎巴嫩政府宣布解散內閣，总理哈桑·迪亞布宣布辞职，得到了總統米歇尔·奥恩的批准，黎巴嫩进入看守政府状态，直到组建新内阁为止。8月31日，由担任黎巴嫩驻德国大使穆斯塔法·阿迪布接替总理职位。

### 各國/地区政府检查硝酸铵

#### 中華人民共和國
国务院安全生产委员会办公室立即专题部署开展硝酸铵等爆炸性重点管控化学品生产储存企业展开调查工作。并在2020年8月7日派出6个工作组，赴各地11个省份和4个重点港口：（上海港、宁波港、青岛港、天津港），重点抽查辖区内硝酸铵生产、储存数量大的企业、化工园区和涉及硝酸铵流向的港口货场。

#### 韓國
韩国各市政府对辖区内主要化工园区开展安全检查。在釜山港，《韩国先驱报》报导该港口储存了约1,240吨硝酸铵。港口营运商强调，贝鲁特和釜山之间存在根本的区别。在贝鲁特，贝鲁特的硝酸铵是未经过合格包装、以散装的方式存放在仓库。但是在釜山港的硝酸铵是依照国际法规、存放在数公分厚的钢制容器中，能够抵抗火灾和爆炸。业者也强调，这些硝酸铵货柜的停留时间不会超过10天，因为码头经营者会对有害物质收取额外的附加费用。

#### 台湾
台灣港務公司表示，截至2020年8月6日共計有53個硝酸銨貨櫃分別儲放於基隆港、台中港、高雄港，以台中港儲放最多，高達28個貨櫃，另外還發現了如廠區平面圖未及時更新、現場危險物品專區標字及標線模糊等缺失。

#### 菲律宾
在马尼拉湾的卡瓦略岛，生锈的迫击炮、深水炸弹等被随意散落在地堡里。整箱的炸药几乎堆到了天花板。这些都是第二次世界大战时遗留下来的美国军火。根据英国排雷慈善机构哈洛信托估计，在卡瓦略岛和附近的另一存储点总共有160万枚爆炸物。一旦爆炸，足以摧毁科雷希多岛当地机场，并威胁马尼拉湾过往船只的安全。
另外，靠近首都马尼拉的一个海军基地储存了更多的二战军火（美国以原材料隨處可得的硝酸銨製成炸藥的必備原料）。哈洛信托高级总监西蒙·康威（Simon Conway）表示，这些军火存放在现代军火旁边会很危险。幸而，贝鲁特的爆炸引起了菲律宾当地的关注。几天后，菲律宾海军就紧急致电给哈洛信托，讨论如何最好地安全处置这些弹药。

#### 印尼
印尼国家警察情报与安全负责人穆罕默德·里科·阿梅尔扎·丹尼尔将军于8月7日下令对印尼的硝酸铵仓库进行全面的安全检查。该指示通过官方电报分发给全国的警察局长和情报局长，呼吁所有局长在类似的仓库进行例行检查，以防止在这些高风险场所造成任何破坏。

#### 印度
海关人员在印度南方最大港口城市金奈的仓库，发现了多达700吨的硝酸铵。这批硝酸铵，共存放在37个货柜中，是2015年9月由一家化学品进口公司从韩国进口到印度的。在报关时，声称该物质作为肥料之用，但是印度海关人员在检测后发现，其纯度超过了制作肥料的纯度，达到了制造炸药的级别。
最终印度海关以该公司涉嫌“错误申报”及“逃税”为由，扣留了这批货物，并将其存放在港口，至今已有5年。当初报关时，这批货物的总重量为740吨，但是由于保存条件不佳，在多次洪水侵袭中，有数吨硝酸铵被冲走，还有一部分硝酸铵因水泡而变质，所以当前的硝酸铵存量约为700吨。金奈所在的泰米尔纳德邦，其污染控制中心在8月7日表示，存放硝酸铵的仓库离最近的居民区仅有700米的距离，周围共生活着1.2万人，此前这里的居民也不知道仓库里存放着如此危险的化学品。泰米尔纳德邦当局下令，对另外三座海关仓库展开彻底检查。
印度媒体对这一事件充分报道，给海关施加了很大压力。海关方面针对这批货物迅速地完成了电子拍卖的流程，8月10日，第一批10个集装箱共计181吨硝酸铵已经离开仓库，由海关人员押运前往买家所在的海德拉巴市。海关还透露，剩下27个集装箱的硝酸铵将在一周时间内全部运离。海德拉巴的买家是一家不愿意透露公司名号的炸药生产商，具有生产和储藏该物质的资质，且已经从业数十年之久。

#### 也门
饱受战争摧残的也门，也有大量疑似硝酸铵长期堆放。8月7日，当地媒体报道在亚丁港内堆放着100多个装有硝酸铵的集装箱之后，同日也门总检察长阿里·艾哈迈德·阿瓦希（Ali Ahmed Al-Awash）对此下令进行有关调查，以确定媒体报道的真实性。这批化学品是大约三年前被一艘油轮违法进口到也门，之后被沙特领导的联军扣押，至今仍堆放在港口。也门一再呼吁要对这艘油轮进行评估，但这要求被拒绝。亚丁省省长塔里克·萨拉姆（Tariq Salam）说：“大约有4,900吨硝酸铵存放在130个集装箱中，这些集装箱由部署在港口的部队负责。”他批评沙特联军沒有采取任何解决方案来处理这些危险物品，使得附近的居民暴露在危险中，而亚丁目前正是联军与胡塞叛军之间交战的场所。但这一说法遭到了亚丁港口公司的否认，其负责人表示，这些集装箱中存放的是作为肥料的尿素。惟此说法同样引起也门官员的争论。由沙特领导的联盟和国际社会早已将尿素肥料归类为爆炸物，也门对此也禁止进口，以免被伊朗支持的胡塞叛军出于军事目的使用。

#### 伊拉克
伊拉克政府下令立刻对国内的海港和机场展开危险物品调查，发现巴格达国际机场存放有硝酸铵。伊拉克一名军方官员8月9日在推特上发了一条讯息：“伊拉克国防部的军工管理局......把高危物品从巴格达机场货运区域安全地运到它们的目的地，即军工管理局的仓库。”

#### 烏克蘭
8月6日，总理杰尼斯·什米加尔指示国家急救局、国家警察、基础设施部、国家劳动局以及各州州政府和基辅市政府对乌克兰所有企业如何存储和使用硝酸铵进行彻底检查。

#### 英國
英国对部分港口的硝酸铵仓库展开调查评估，包括林肯郡的伊明汉姆和汉伯地区的其他一些仓库。英国港口协会（ABP）负责这些仓储点的运营。该机构表示，英国的港口必须遵循严格的监管，有责任确保危险物品的储存和处理的安全。

#### 澳大利亞
澳大利亚纽卡斯尔市的民众立即走上街头，群起抗议，原因是澳大利亚大型化工企业（澳瑞凯）在该市生产存放着6,000至12,000吨的硝酸铵，让当地民众感到恐惧，要求工厂搬走。
面对突如其来的公共关系危机，澳瑞凯出面解释道：“硝酸铵的储藏区是防火的，本身采用阻燃材料建造，储存区周围的禁区也不存在可燃源。”澳大利亚总理莫里森也在8月7日向民众澄清，澳大利亚对危险化学品监管严格：“澳大利亚不会出现这种情况，因为我们对这种物质的管理和使用有非常严格的规定。”

## 类似事故
死亡數高於100人的爆炸事故
- 2015年天津港危化品仓库爆炸事故： 中国，165人死亡
- 2004年朝鲜龙川火车站爆炸事件： 朝鮮民主主義人民共和國，161人死亡
- 2001年靳如超爆炸案： 中国，108人死亡[175]
- 1995年俄克拉荷马城恐袭案： 美国，168人死亡
- 1947年德克萨斯城油库爆炸： 美国，581人死亡
- 1921年奥堡化工厂爆炸事故（英语：Oppau explosion）： 德国，今路德维希港，509人死亡[176]
- 1918年摩根彈藥庫爆炸事故（英语：T. A. Gillespie Company Shell Loading Plant explosion）： 美国，100人死亡
- 1916年法弗舍姆枪药库爆炸（英语：Faversham explosives industry#The Great Explosion）： 英国，115人死亡

其他特大爆炸
- 王恭廠大爆炸（大明帝國北直隸順天府）
- 通古斯大爆炸（俄羅斯帝國西伯利亞）
- 明揚國際屏東廠火災（臺灣屏東縣）
- 台中新光三越氣爆事故

## 外部連結

#### 圖片
- Beirut Explosion – in Pictures（页面存档备份，存于）–衛報
- In Pictures: Huge Explosion Rocks Beirut（页面存档备份，存于）–有线电视新闻网
- Photos: Explosion Leaves Beirut in Shatters （页面存档备份，存于）–全国公共广播电台
- The Lebanon Explosions in Photos（页面存档备份，存于）–纽约时报
- Explosion in Beirut: Photos From a City Still Reeling From the Blast（页面存档备份，存于）–時代雜誌

#### 影片
- 爆炸籠蓋港口區域（页面存档备份，存于）
- 水面上的角度，包括衝擊波後15秒的濃煙和火焰（页面存档备份，存于）
- 水面上的角度，顯示衝擊波及蘑菇雲（页面存档备份，存于）